# Brownie Wise
Brownie Wise (Buford, Georgia, 
25 de mayo de 1913,Kissimmee, Florida, 24 de septiembre de 1992) Fue una legendaria vendedora y empresaria, gran responsable del éxito de Tupperware, donde fue vicepresidenta, a través de la implementación del plan de venta por demostración como sistema de comercialización de los productos.
El método empleado por Brownie Wise para vender mediante demostraciones a domicilio es objeto de estudio en numerosas escuelas de negocio en todo el mundo. Generalmente es conocido como el caso Tupperware.

## Biografía
Brownie Humphrey Mae nació en 1913 en la zona rural de Georgia (Estados Unidos), hija de un fontanero llamado Jerome Humphrey y una fabricante de sombreros, Rosabelle Stroud. Sus padres se divorciaron cuando ella era muy joven. Su madre, Rosabelle, consiguió un trabajo como responsable sindical. Su trabajo requería de viajes y riesgo físico, por lo que dejó a su hija Brownie durante años en Atlanta con su tía Perla, hermana mayor de la madre de Brownie. 
Brownie creció con un amplio grupo de primos. Ella era una buena estudiante, pero estaba más interesada en la moda, vestirse y los chicos. Tenía facilidad para la consecución de sus objetivos a través de encanto y persuasión, en lugar de la agresión. 
Se casó en 1932 con Robert Wise. Tuvo en 1938 un hijo, llamado Jerry, y en 1941 se separó de su marido. Brownie ya no volvió a casarse otra vez.
A los pocos años de la separación, se fue a vivir a Florida donde residió hasta su muerte.

## Carrera profesional en Tupperware
Brownie Wise era representante de ventas para Stanley Home Products (Stanhome), empresa que dejó para hacerse vendedora de Tupperware. Esta empresa tenía unos excelentes productos y ella empezó a venderlos haciendo demostraciones en casas. 
En 1950 se mudó a Florida y creó un sistema de comercialización de redes sociales a través de distribuidores y vendedores que rápidamente hizo sacar los productos Tupperware de la venta en tiendas. Earl Tupper inventor de los productos Tupperware, la nombró vicepresidenta de la compañía. Wise le insistió a Earl Tupper en que la comercialización de sus productos se debía hacer exclusivamente a través de planes de venta por demostración. 
Wise dirigió el Departamento Comercial de Tupperware desde unas nuevas oficinas en Kissimmee (Florida) y tuvo la libertad para aplicar sus estrategias de comercialización. Sus métodos fueron un gran éxito. Su habilidad para contactar con la cultura popular, el mito americano del éxito, el deseo de felicidad ayudando a reclutar a miles de mujeres en una carrera en un momento en que el papel de la mujer estaba convencionalmente vinculada a trabajar en el hogar. Sus apariciones en televisión, revistas y artículos de prensa hicieron de ella un nombre familiar. En 1954] se convirtió en la primera mujer que llevó a la portada el Business Week.
Brownie Wise inventó gran parte de la cultura corporativa de Tupperware y, por extensión, parte del plan de las organizaciones de comercialización. Estuvo especialmente interesada en los incentivos, uno de los principales eran (y son actualmente) los viajes a Florida para celebrar el Jubileo Anual, para así ver la sede central de la compañía y tener reuniones de motivación y socializar con otros representantes de éxito. 
A las mejores vendedoras les obsequiaba con regalos exóticos, como lanchas rápidas, viajes y aparatos electrónicos, todo cuidadosamente planificado, siempre las vendedoras en compañía de sus esposos. 
Ella creó lenguajes y rituales, especiales para Tupperware, así como motivó a las vendedoras para emitir sus deseos, y también diseñó los vestidos para las ceremonias de graduación de las nuevas jefas de grupo. Todo ello con grandiosos espectáculos, fiestas y charlas de motivación durante los cuatro días de convención anual. 
Wise fue presentada a los representantes de la empresa como el símbolo de la mujer ideal de los años 1950. Su habilidad en la comercialización y rentabilización del modelo de redes sociales, en el que miles de mujeres se reúnen en casas para comprar Tupperware fue inigualable. Ello sigue siendo estudio por parte de las escuelas de negocio en todo el mundo.
Ella tuvo una gran importancia en la liberación de muchas mujeres a través de ganar su propio sueldo en el contexto de los años posteriores al final de la Segunda Guerra Mundial, lo cual chocó en parte con la cultura pre-feminista de la década de los años 1950.

## Diferencias conEarl Tuppery Despido
Su relación con Earl Tupper fue en constante cambio. Pronto el rostro reservado de Earl Tupper, hizo que el público dirigiera su mirada a Wise convertida en una celebridad. Esto, unido a una constante disparidad de criterios, hizo que la relación entre ambos se desestabilizara. En 1958 Earl Tupper despidió de la Brownie Wise de la compañía. Poco después de salir de la empresa no quedaba nada de Wise en la literatura de la empresa, que como si nunca hubiera existido. Ella fue expulsada de la empresa y únicamente recibió como compensación 1 año de sueldo. 
Brownie Wise intentó formar su propia empresa de cosméticos, Cinderella (Cenicienta, en castellano), pero no tuvo éxito. 
Tras esto, en gran parte, se perdió de vista.

## Muerte
Murió en relativa oscuridad en 1992.